# William Onyeabor
William Onyeabor (Enugu, 26 maart 1946 – Enugu, 16 januari 2017) was een invloedrijk Nigeriaans musicus.

## Loopbaan
William Onyeabor had in de jaren zeventig een eigen platenstudio en bracht tussen 1977 en 1985 negen albums uit op zijn Wilfilms label. Hij combineerde funk, afrobeat en elektronische muziek en werkte onder andere met synthesizers en drumcomputers. Dit leidde echter niet tot internationaal succes. De publiciteitsschuwe Onyeabor keerde de muziekwereld in 1985 de rug terug en was daarna een succesvol zakenman en born again Christian.
In de jaren 10 van de 21e eeuw kreeg de muziek van Onyeabor internationale aandacht. Nummers als Better Change Your Mind (1978) en When the Going is Smooth & Good (1985) werden gebruikt in samples en dj-sets. In 2013 werd er op het platenlabel Luaka Bop van David Byrne het verzamelalbum Who Is William Onyeabor? uitgebracht. In 2014 verscheen er een documentaire over hem en werd de supergroep Atomic Bomb! Band opgericht, die een reeks concerten gaf waarin muziek van Onyeabor werd gespeeld. Atomic Bomb! Band bestond uit onder andere Byrne, Money Mark, Damon Albarn, Dev Hynes en leden van LCD Soundsystem.
Onyeabor bleef grotendeels uit de publiciteit. In december 2014 gaf hij een interview aan BBC 6 Music waarin hij vertelde plannen te hebben om nieuw materiaal uit te brengen. William Onyeabor overleed echter in 2017 op 70-jarige leeftijd.

## Discografie
- Crashes in Love (1977)
- Atomic Bomb (1978)
- Crashes in Love – Volume 2 (1979)
- Tomorrow (1979)
- Body & Soul (1980)
- Great Lover (1981)
- Hypertension (1982)
- Good Name (1983)
- Anything You Sow (1985)
- Who is William Onyeabor? (2013, verzamelalbum)

- Gemeinsame Normdatei: 1203574495
- Library of Congress Control Number: no2002059751
- MusicBrainz: 53dd0229-8a42-4bd7-8ffb-29bdec25e9c6
- Virtual International Authority File: 11975497
- WorldCat: E39PBJkXr8J3pMXQpk8bRC8jYP